# Friborg & Lassen
Friborg & Lassen er et dansk arkitektfirma, der i sin første form blev grundlagt af Steen Eiler Rasmussen i 1919. Siden kom Jens Christian Thirstrup, Kai Lyngfeldt Larsen og Sven Friborg til, og da Steen Eiler Rasmussen og Jens Christian Thirstrup i begyndelsen af 1970'erne trak sig tilbage, videreførte Sven Friborg og Kai Lyngfeldt Larsen tegnestuen, som Lyngfeldt Larsen og Friborg A/S. Senere blev Karl Johan Lassen partner og navnet blev ændret.
Tegnestuen realiserede bl.a. bydelen Tingbjerg under Steen Eiler Rasmussens ledelse i tiden 1950-1972.